# Loglan
Loglan es una lengua construida diseñada originalmente para la investigación en lingüística, en particular para demostrar la hipótesis de Sapir-Whorf.
Viene siendo desarrollado desde 1955 por James Cooke Brown con el objetivo de establecer un idioma tan diferente de los naturales que, si la hipótesis antes nombrada fuese cierta, llevara a las personas a pensar de una manera diferente y menos limitada.
El loglan es la primera lengua lógica creada y por tanto ha servido de base e inspiración para desarrollos posteriores como el Lojban y el Ceqli.
El Dr. Brown fundó el Instituto Loglan para desarrollar el lenguaje y aplicaciones relacionadas con él, pero de hecho nunca dejó de considerarlo un proyecto de investigación en proceso e incompleto. Por esto, a pesar de haber publicado estudios acerca del diseño de Loglan, nunca lo "lanzó" al público en general.
Esta fue en parte la base para que un grupo de sus seguidores formara el Logical Language Group (Grupo del lenguaje lógico) con el objetivo de crear una lengua bajo los mismos principios pero alentando a su uso general y su adopción como lengua natural.
- Datos: Q36352
- Multimedia: Loglan / Q36352